# François Plantier (1766-1838)
 (décembre 2022).
La mise en forme du texte ne suit pas les recommandations de Wikipédia : il faut le « wikifier ».
Les points d'amélioration suivants sont les cas les plus fréquents :
- Les titres sont pré-formatés par le logiciel. Ils ne sont ni en capitales, ni en gras.
- Le texte ne doit pas être écrit en capitales (les noms de famille non plus), ni en gras, ni en italique, ni en « petit »…
- Le gras n'est utilisé que pour surligner le titre de l'article dans l'introduction, une seule fois.
- L'italique est rarement utilisé : mots en langue étrangère, titres d'œuvres, noms de bateaux, etc.
- Les citations ne sont pas en italique mais en corps de texte normal. Elles sont entourées par des guillemets français : « et ».
- Les listes à puces sont à éviter, des paragraphes rédigés étant largement préférés. Les tableaux sont à réserver à la présentation de données structurées (résultats, etc.).
- Les appels de note de bas de page (petits chiffres en exposant, introduits par l'outil «  Source ») sont à placer entre la fin de phrase et le point final[comme ça].
- Les liens internes (vers d'autres articles de Wikipédia) sont à choisir avec parcimonie. Créez des liens vers des articles approfondissant le sujet. Les termes génériques sans rapport avec le sujet sont à éviter, ainsi que les répétitions de liens vers un même terme.
- Les liens externes sont à placer uniquement dans une section « Liens externes », à la fin de l'article. Ces liens sont à choisir avec parcimonie suivant les règles définies. Si un lien sert de source à l'article, son insertion dans le texte est à faire par les notes de bas de page.
- La présentation des références doit suivre les conventions bibliographiques. Il est recommandé d'utiliser les modèles {{Ouvrage}}, {{Chapitre}}, {{Article}}, {{Lien web}} et/ou {{Bibliographie}}. Le mode d'édition visuel peut mettre en forme automatiquement les références.
- Insérer une infobox (cadre d'informations à droite) n'est pas obligatoire pour parachever la mise en page.

Pour une aide détaillée, merci de consulter Aide:Wikification.
Si vous pensez que ces points ont été résolus, vous pouvez retirer ce bandeau et améliorer la mise en forme d'un autre article.
Pour les articles homonymes, voir François Plantier et Plantier.
François Plantier, né le 20 mai 1766 à Machecoul et mort le 8 avril 1838 à Nantes, est un ingénieur des ponts et chaussées français. Il s’est principalement investi dans les travaux du domaine maritime du département de la Loire-Atlantique.

## Biographie

### Origines et débuts

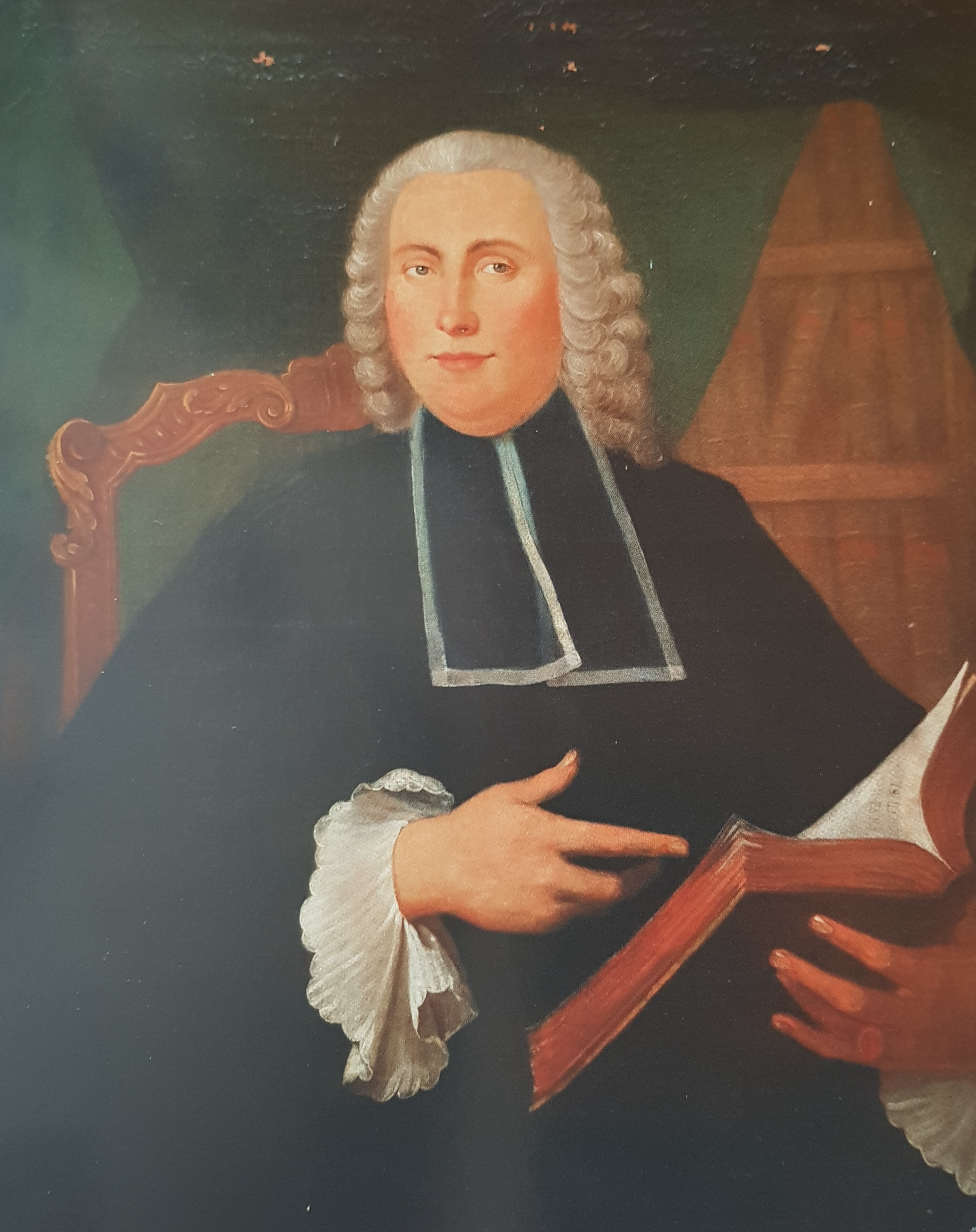
Portrait de l'avocat en parlement Mathieu Alexandre Plantier de La Cernetière.

François Plantier naît durant le règne de Louis XV, le 20 mai 1766, dans une famille de la haute bourgeoisie. Côté paternel, sa famille est originaire de la Drôme. Les Plantier, s'étant succédé de père en fils dans la carrière juridique, s'installent à Machecoul en 1675. Environ à cette date, son grand-père, Mathieu Alexandre Plantier de la Cernetière est le premier Plantier à naître en Loire-Atlantique. Avocat au parlement de Bretagne et receveur général des ducs de Retz, il s'allie ainsi avec la famille Le Retz en épousant Anne, fille d'Etienne Le Retz du Goullet, lui aussi receveur général du duché de Retz et plus particulièrement de la duchesse de Lesdiguières,,.
Le père de François Plantier, s'appelant aussi Mathieu Alexandre, devient quant à lui docteur en médecine. Il se rapproche des milieux noirmoutrins et épouse Anne Perrine Nau le 14 février 1760. Le mariage se déroule non pas sur l'île mais à Saint-Étienne-du-Bois avec l'accord du curé noirmoutrin. Ce dernier évoque la crainte des époux d'une invasion anglaise de l'île, dans le contexte de la guerre de Sept Ans. Peu après, le couple décide de se maintenir à Machecoul. François Plantier passe donc son enfance dans cette ville avec ses cinq frères et sœurs (Alexandre (né en 1761), Jeanne (née en 1764), Anne (née en 1767), Céleste (née en 1768) et Étienne (né en 1773)).
Vers 1783, il entre au collège d'humanités de Machecoul. Puis, à partir du 17 mai 1785, il est formé à l'école royale des ponts et chaussées et en ressort ingénieur agréé alors que la France connaît sa première révolution. En 1790, Benjamin Alexandre Latour, premier enfant de sa sœur Jeanne, naît à Machecoul. Il est le fils de Pierre Alexandre, avocat au parlement de Paris et professeur de langues anciennes au lycée royal de Nantes,. Ce neveu de François Plantier sera un chef de bataillon du génie servant sous l'empereur Napoléon Ier puis durant la Restauration et la monarchie de Juillet,.

### Carrière
François Plantier est muté en Charente par le ministre de l'Intérieur Bon-Claude Cahier de Gerville le 20 mars 1792, et commence ses premiers travaux à Confolens dès le 15 juillet. Rapidement, il agrandit le réseau routier en reliant la ville à Poitiers, ainsi qu'au tronçon reliant Angoulême à Limoges. Voulant, après deux ans sur place, se rapprocher de sa famille restée à Machecoul, le 25 juillet 1794, il écrit une lettre au ministère de l'Intérieur, géré depuis le mois d'avril par la commission révolutionnaire des administrations civiles, police et tribunaux. Par celle-ci, il se plaint de son trop faible salaire s'élevant à 5 000 francs et de son éloignement de Noirmoutier, rendant difficile la fructification de ses propriétés là-bas. L'enjeu économique mis en avant à ce point s'explique par le fait qu'à l'époque, les ingénieurs, pour leurs travaux, doivent s'appuyer notamment sur leurs deniers personnels.
De plus, cette volonté de retourner sur sa terre natale s'explique aussi par le fait que sa famille eut fortement à souffrir des évènements de la Révolution. Son père fut emprisonné quelque temps au château des ducs de Bretagne, reconverti en prison, et mourut l'année suivante. Pierre Alexandre Latour, précédemment cité, fut, lui aussi, emprisonné un an à partir de 1793. Pire encore, ses deux oncles Alexandre et Étienne Plantier furent victimes des noyades de Nantes le 14 décembre de la même année. Sa tante Céleste manqua de se faire arrêter elle aussi, toutefois sauvée de la mort par l'intervention officieuse du capitaine révolutionnaire Dominique Aubertin qui lui ordonna de se réfugier aux Sables-d'Olonne. Enfin, les métairies que François Plantier avait perçu en héritage furent brûlées lors des batailles qui se déroulèrent à Noirmoutier. Cependant, sa demande resta sans suite et il dut attendre le 3 février 1796 pour pouvoir être nommé à Noirmoutier. Il avait ainsi porté tout du long de cette période le sujet de la protection nécessaire de l'île par rapport aux vagues et aux inondations. C'est ainsi grâce à l'appui du conseiller d'État Bernard qu'il put obtenir sa mutation auprès du ministre Pierre Bénézech.
En 1797, François Plantier commence son chantier concernant les digues de l'Est de l'île, dont celle de la pointe de Devin, avec un budget de 50 000 francs (le budget originel devait s'élever à 100 000 francs) pour les réparations urgentes. Il écrit d'ailleurs à propos, dans un mémoire, :

« En effet, quel projet plus téméraire que celui d'arracher à l'océan une partie de son domaine ! Que de courage, que de travaux, que d'efforts pour la conquérir ! Que de peines, que d'activité, que de constance pour la conserver ! […] Quels hommes méritent plus la protection de leur gouvernement, que cette poignée d'insulaires, qui après avoir opposé vingt-cinq kilomètres de digues aux fureurs de l'océan, sont sans cesse occupés du soin de les maintenir contre un ennemi fougueux, dont le courroux s'accroît par la résistance ! »

Il faut cependant attendre le 18 juillet 1802 pour avoir le premier devis qui lance véritablement les travaux. Le temps qu'il passe ainsi sur l'île permet à François Plantier de s'intégrer pleinement à la bourgeoisie noirmoutrine. Il se rapproche de la famille Adrien, dont les membres sont des capitaines au long cours participant à la traite négrière dans l'Atlantique, entre Saint-Domingue et l'Ouest africain. Louis Adrien, le grand-père de sa cousine germaine, qu'il épouse le 27 février 1797, possédait d'ailleurs un esclave d'origine africaine qu'il a récupéré âgé de 13 ans.

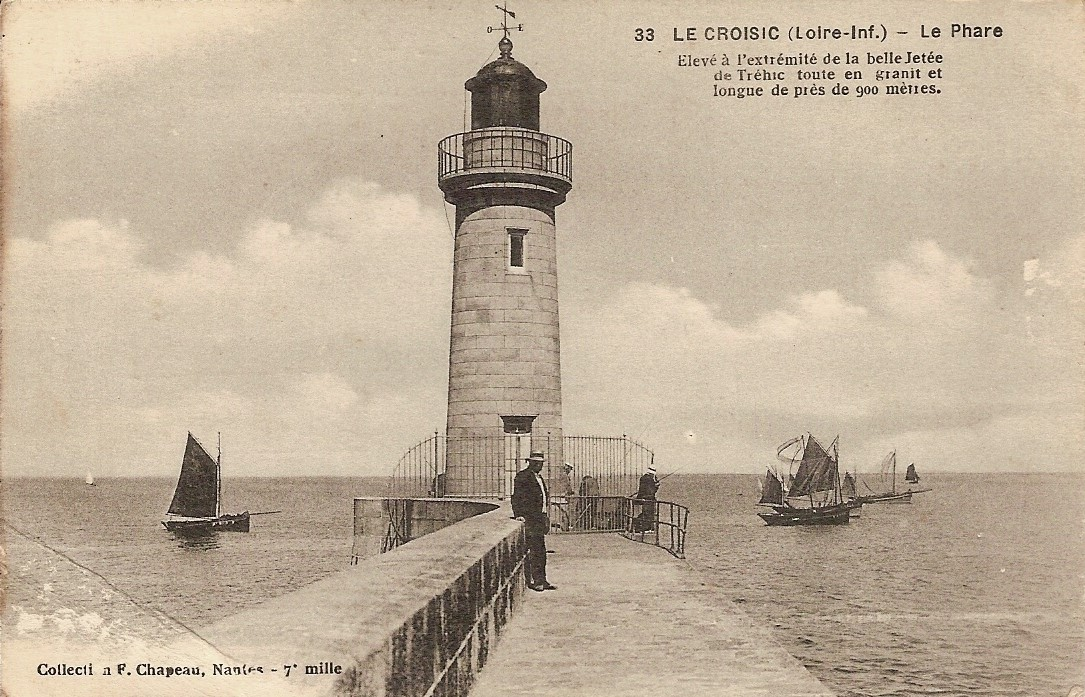
Le Phare du Croisic dans sa première forme, photographie du début du XXe siècle.

Avec sa femme, il a trois enfants. Le premier, François Plantier, né en 1798, deviendra maire de Noirmoutier et juge de paix. Le deuxième, Louis-Joseph Plantier, né en 1800, sera polytechnicien et succèdera à son père en tant qu'ingénieur des ponts et chaussées. Il sera aussi l'auteur de la Tour Plantier. Enfin, le troisième, Célestin Plantier, né en 1804, sera médecin et maire de Noirmoutier. Durant deux ans, François Plantier renforce donc les fortifications maritimes du Devin mais ne les termine pas puisque, le 26 avril 1804, François Plantier est appelé à Nantes par le directeur des ponts et chaussées, M. Cretet. Le maire de Noirmoutier, François Piet, le félicite avant son départ : 

« Permettez que je sois l'organe de ces mêmes habitants [de Noirmoutier] pour vous témoigner leurs regrets de votre départ d'un pays que vous avez toujours soutenu de tout votre pouvoir […] Dans mon cas particulier, je vois avec le plus grand plaisir votre avancement parce que je sais, qu'étant bon père de famille, vous brûlez du désir de rendre vos efforts heureux. »

Après sa promotion en tant qu'ingénieur ordinaire de deuxième classe, le 5 mars 1805, il est chargé de 300 kilomètres de route dans le département de la Loire-Inférieure, et des fleuves et rivières de la Loire, de l'Erdre et de la Sèvre Nantaise. L'année suivante, le 21 novembre, il est nommé ingénieur de première classe,.

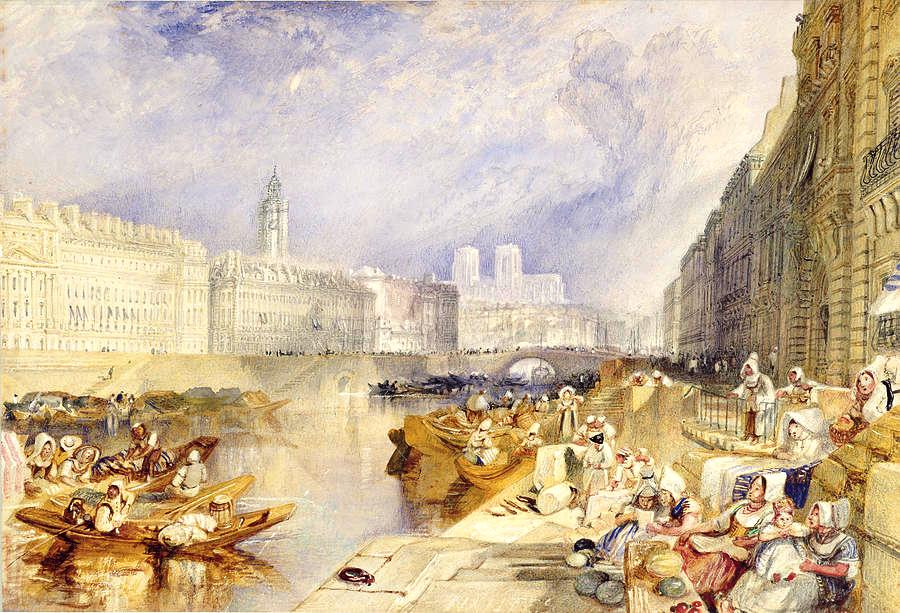
Les quais de Nantes vus depuis l'île Feydeau, par Turner circa 1830.

Le 25 juillet 1807, il est compté parmi les membres nantais de la Société académique de la Loire-Inférieure, il habite alors place Delorme,. Il se lie d'amitié à cette époque, avec Joseph Marie Rapatel, l'ingénieur en chef avec qui il participe aux réunions de la société. Ce dernier, quittant Nantes à partir de 1810, laisse d'ailleurs à François Plantier quelques libertés concernant ses anciens services. L'ingénieur reprend ainsi pour son compte l'asséchement d'un marais de Donges et la construction d'une écluse. François Plantier est impliqué, à partir du 5 mars 1808, dans un conflit qui oppose le comte Auguste de Juigné aux riverains du lac de Grand-Lieu. Il s'allie avec le premier dans son projet d'assèchement et lui propose de vider le lac par le port de Pornic. Ce projet ne verra finalement jamais le jour. Du même temps, il relie Châteaubriant à Pouancé et organise les réparations aux premiers ponts de Pirmil et de  la Madeleine, à Nantes.
François Plantier soulève une question épineuse en 1810 lorsqu'il note la dangerosité de l'entrée de la Loire. Par les nombreux naufrages recensés au niveau du plateau du Four, il a alors l'idée d'y faire élever un phare. En 1815, la chambre de commerce de Nantes réclame, elle, l'édification d'une tourelle. Pourtant, le projet ne débute pas immédiatement, car la France est plongée dans la période des Cent-Jours, voyant le retour de Napoléon et des attaques anglaises. Deux naufrages qui suivent, l'un en 1816 concernant une goélette des États-Unis, et l'autre, en 1817, d'un brick français, vont remettre sur la table ce problème. François Plantier et son supérieur et ami Joseph Marie Rapatel sont désignés pour élever le phare. Le chantier débute véritablement en avril 1820 et est ainsi le second phare français de l'Histoire à être bâti en mer, devenant par la même un symbole national d'ingéniosité et de compétence, renforçant l'image de puissance maritime française. Mais ce projet de grande ampleur amène forcément des complications et, alors que la structure est globalement finie, des premières fuites d'eau sont relevées en septembre 1821 par le premier gardien Gaspard Demay. La même année, l'assistant du gardien Jean-Baptiste Bataille meurt et son corps en décomposition rapide manque de peu de rendre complètement insalubre le phare, emportant toutefois par la maladie le gardien Jean Régnault, atteint de paralysie générale. Enfin, le phare est mis en service de manière complète en janvier 1822 avec l'allumage du feu à base d'huile végétale. Le chantier aura coûté au total 98 293 francs.
En parallèle, François Plantier planifie, entre 1813 et 1820, le terrassement le long des canaux de la Loire pour faciliter la navigation à vue. Aussi, en juin 1824, il est nommé avec Joseph Marie Rapatel comme ingénieur chargé du contrôle de la machinerie des bateaux à vapeur, alors que ceux-ci sont à une phase récente de leur développement.
À partir de 1825, il succède à Joseph Marie Rapatel lorsque celui-ci décède, au poste d'ingénieur en chef de Nantes,. Il fait ainsi ériger cette année-là une première tour d'environ 25 mètres sur le banc du Turc, à La Baule-Escoublac, qui devient plus tard le phare de la Banche. Peu avant 1829, il surélève la tour du Commerce et la première tour du futur phare d'Aiguillon,.
Début septembre 1826, le conseiller départemental Mispreuve reproche à François Plantier d'avoir négligé son chantier concernant le tronçon de route reliant Nantes à Legé. La nouvelle route n'était alors pas bien dégagée pour les notables venus assister à l'inauguration de la statue du général Charette le 4 du mois. Marcel Filuzeau voit dans cette attaque une rivalité politique, M. Mispreuve reprochant subtilement à François Plantier de ne plus faire honneur à ses parents qui furent du côté de l'insurrection royaliste vendéenne.

### Décès
L'ingénieur, désormais âgé de 61 ans, prend sa retraite en 1827. Sa femme, Jeanne Adrien, décède le 31 octobre 1834. François Plantier lui survit quatre ans de plus, s'éteignant à son tour le 8 avril 1838. Il habitait depuis 1813 au 17 allée Duguay-Trouin, dans la Maison Charron,, qui sera repris en héritage par son fils Célestin.
Après avoir passé sa retraite proche de l'endroit où Jules Verne passa les douze premières années de sa vie (4 cours Olivier de Clisson, puis 2 Allée Jean Bart), mais aussi proche de là où le général Cambronne finit sa vie (3 rue Jean-Jacques Rousseau), François Plantier se fit enterrer dans son caveau familial, au cimetière La Bouteillerie.